# Після війни — мир
Після війни — мир — радянський художній фільм 1988 року, знятий на Кіностудії ім. М. Горького.

## Сюжет
В одному з численних шахтарських селищ під Тулою в післявоєнні роки живуть переважно жінки і діти. Матері нарівні з чоловіками, що повернулися з війни, працюють в шахті, а діти надані самі собі і безпосередньо залежать від колишнього кримінальника на прізвисько Звір.

## У ролях
- Олександр Куличков —  Борис
- Олег Моторін —  Сірий
- Олексій Серебряков —  «Звір»
- Тетяна Одемлюк —  Анна, мати Бориса
- Юрій Назаров —  Скрипкін, дільничний
- Віталій Базін —  Бібіка
- Тетяна Нікітіна — Анна, мати Бориса
- Людмила Давидова — мати Генки і Риби
- Геннадій Воронін — Федір
- Олександр Карін — Іван Платонов
- Микола Сектименко — шахтар-інвалід
- Наталія Смольянинова — сусідка Анни
- Наталія Комардіна — Тома, подруга «Звіра»
- Катерина Нікітіна — епізод
- Віталій Махов — епізод
- Сергій Макаров — Вітька
- Максим Баєв — спільник «Звіра»
- Володимир Краус — епізод
- Олександр Краус — епізод

## Знімальна група
- Автор сценарію:  Валерій Залотуха
- Режисер: Анатолій Нікітін
- Оператор-постановник:  Олексій Чардинін
- Композитор:  Шандор Каллош